# Mussaenda cordifolia
Mussaenda cordifolia är en måreväxtart som beskrevs av Nathaniel Wallich och George Don jr. Mussaenda cordifolia ingår i släktet Mussaenda och familjen måreväxter. Inga underarter finns listade i Catalogue of Life.